# یوحنا
یوحنا بن زِبَدی یا یوحنای رسول (یونانی:Ιωάννης حدود ۶ میلادی - حدود ۱۰۰ میلادی) از دوازده یار و حواری برگزیدهٔ عیسی بود. در عهد جدید او جوان‌ترین حواری و پسر زبدی و سالومه معرفی می‌شود. برادرش یعقوب یکی دیگر از دوازده حواری بود. پدران کلیسا او را یوحنای انجیل‌نویس، یوحنای پاتموس، یوحنای بزرگ و شاگرد محبوب می‌خوانند و گزارش می‌کنند که او از دیگر حواریون بیشتر عمر کرد و تنها کسی بود که به مرگ طبیعی درگذشت؛ گرچه محققان امروزی در راستی این موارد اختلاف نظر دارند.
در مسیحیت، او را نویسنده سه بخش از انجیل می‌دانند: انجیل یوحنا، رساله‌های منسوب به یوحنا و مکاشفه یوحنا. منتقدانِ نوگرا، این را مطرح کرده‌اند که چه‌بسا مکاشفه در ۷۰ میلادی، به‌دست یوحنای پاتموس نوشته شده‌باشد، زیرا نویسنده، بارها خود را یوحنا خوانده، اما در انجیل یوحنا، مستقیم نامی از نویسنده نیامده‌است. ژوستین شهید (۱۳۵ میلادی)، نگاشتن مکاشفه را به یوحنا بن زبدی، نسبت داد، که یوسبیوس قیصریه، مورخ قرن چهارم، در اصالت آن تردید کرد. صرف نظر از اینکه یوحنای رسول آثار منسوب به یوحنا را نوشته باشد یا نه، اکثر محققان متفق‌القولند که هر سه رساله توسط نویسنده‌ای واحد نوشته شده‌است و نویسندهٔ این رساله‌ها کسی غیر از نویسندهٔ کتاب مکاشفهٔ یوحناست. اما در مورد اینکه آیا نویسنده رساله‌های منسوب به یوحنا با انجیل یوحنا یکی است یا نه، اختلاف نظر وجود دارد.
در انجیل، یوحنا، حواری محبوب مسیح، یوحنا پسر زبدی خوانده شده‌است. او برادر یعقوب اکبر، و در آغاز ماهیگیر بود. یوحنا، از شاگردان یحیی تعمیددهنده بود که با آغاز دعوت عیسی، به پیروان‌ش گروید. بنا به انجیل، پس از برخاستن مسیح از مردگان، یوحنا و پطرس، نخستین کسانی بودند که به زیارت مقبره رفتند و برخاستن عیسی را باور کردند. در مسیحیت، از او به یوحنای محبوب یاد می‌شود، چراکه یوحنا یار محبوب عیسی مسیح بود و عیسی بر روی صلیب به مریم مادرش گفت «ای بانو، اینک پسرت» و به یوحنا گفت «این مادر توست».

## زندگی یوحنا
به‌نظر می‌رسد که اورشلیم، چند سالی جای سکونت اصلی یوحنا بوده‌ باشد. بر اساس روایتی معتبر، او سال‌های پایانی عمر را در افسوس گذراند. او کهن‌سالی طولانی‌اش را در افسوس گذراند و آنجا انجیل، سه رساله و مکاشفه را نگاشت.

## مرگ یوحنا
تاریخ درگذشت او را سال سوم سلطنت تراژان، یعنی ۱۰۰ میلادی دانسته‌اند که در ۹۴ سالگی در افسوس درگذشت.

## نگارخانه

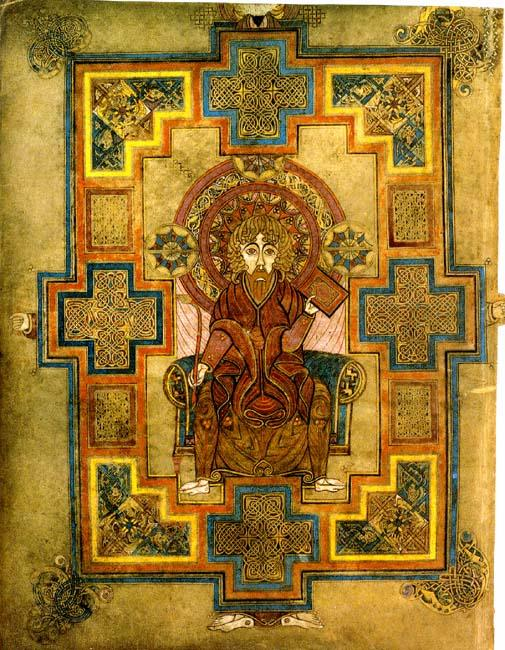
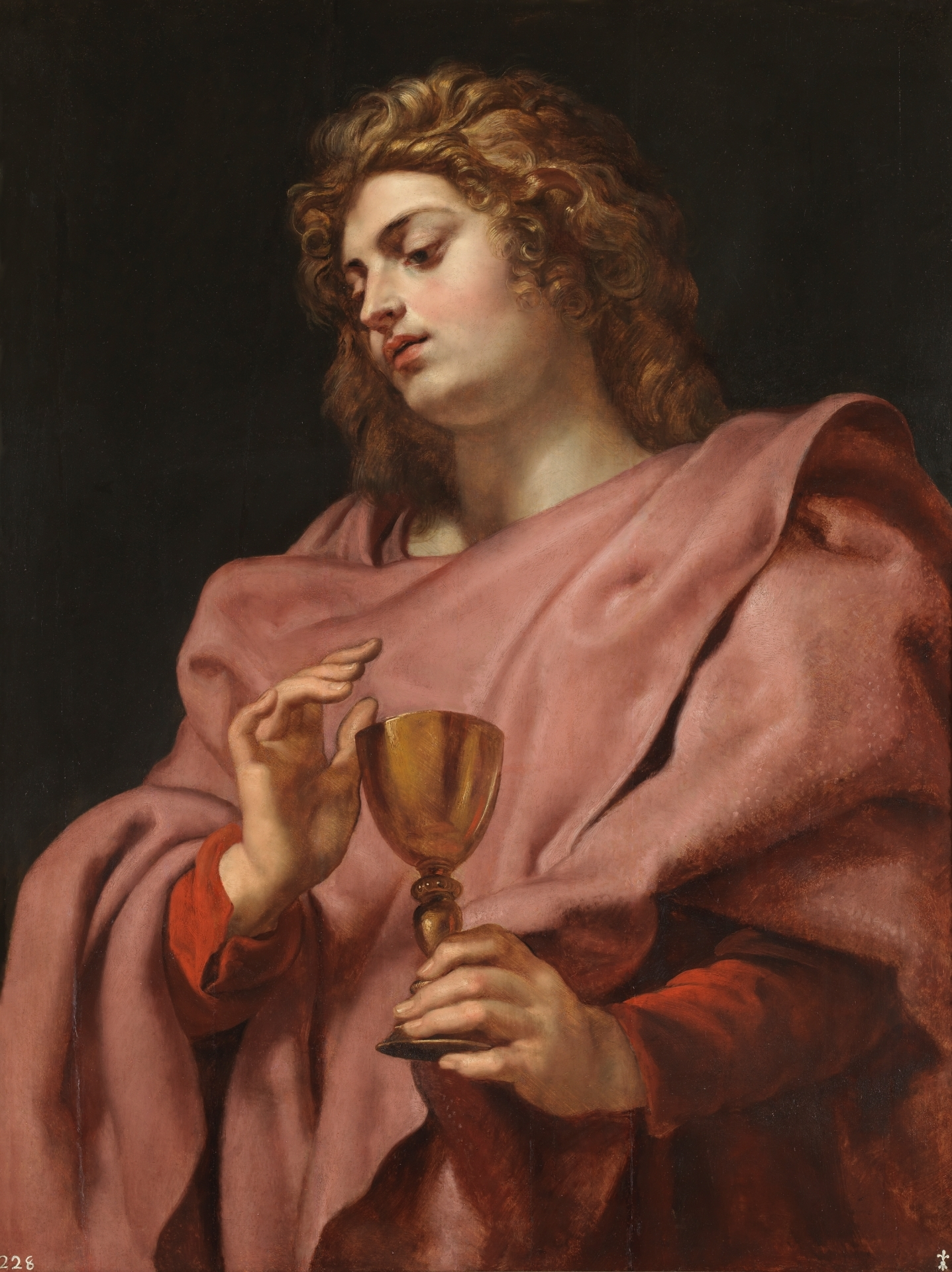
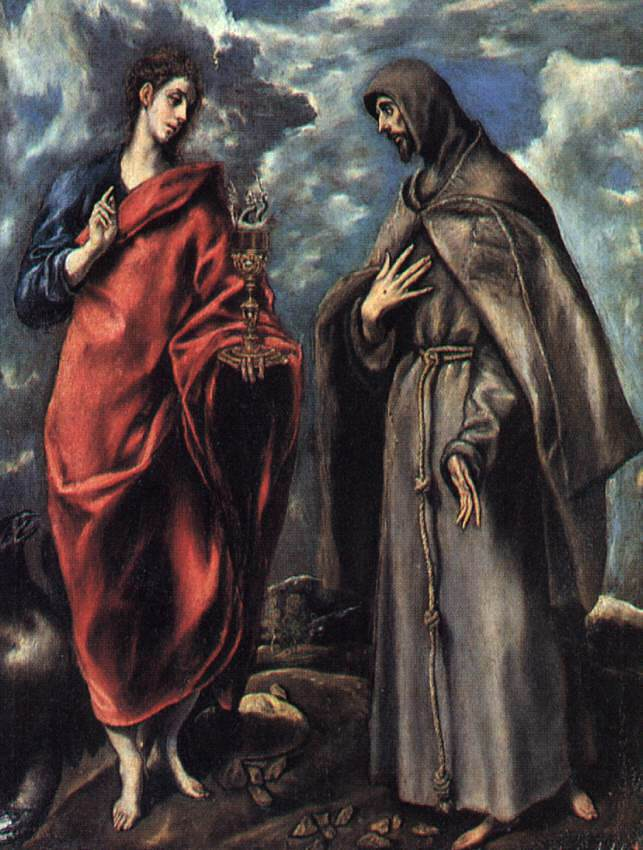
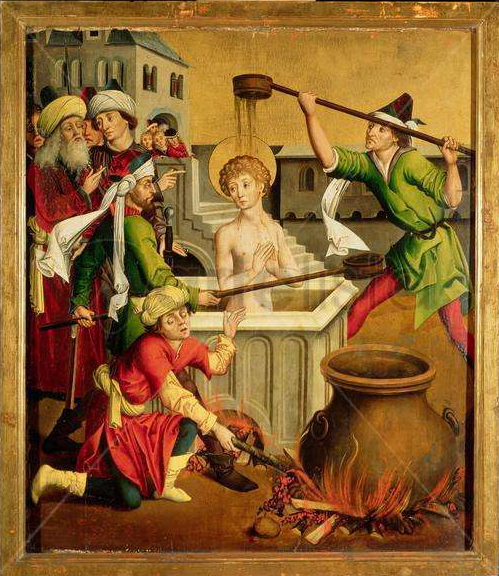
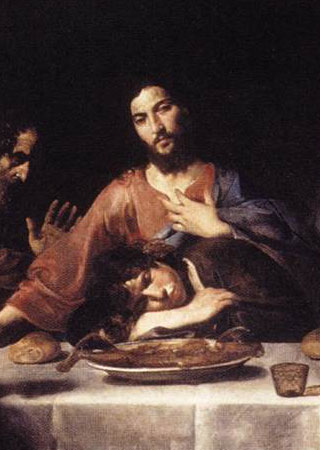
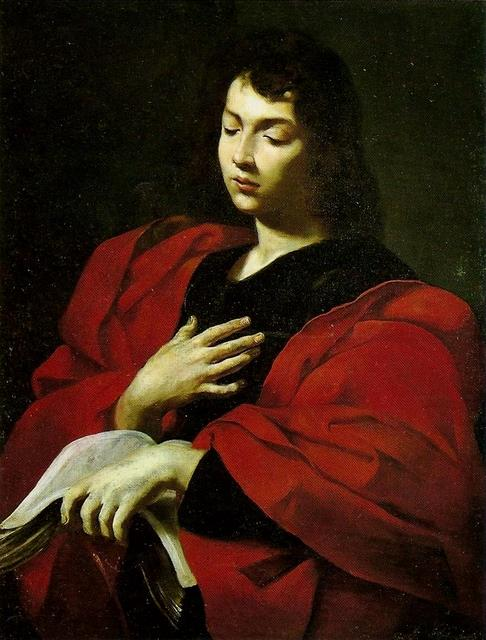
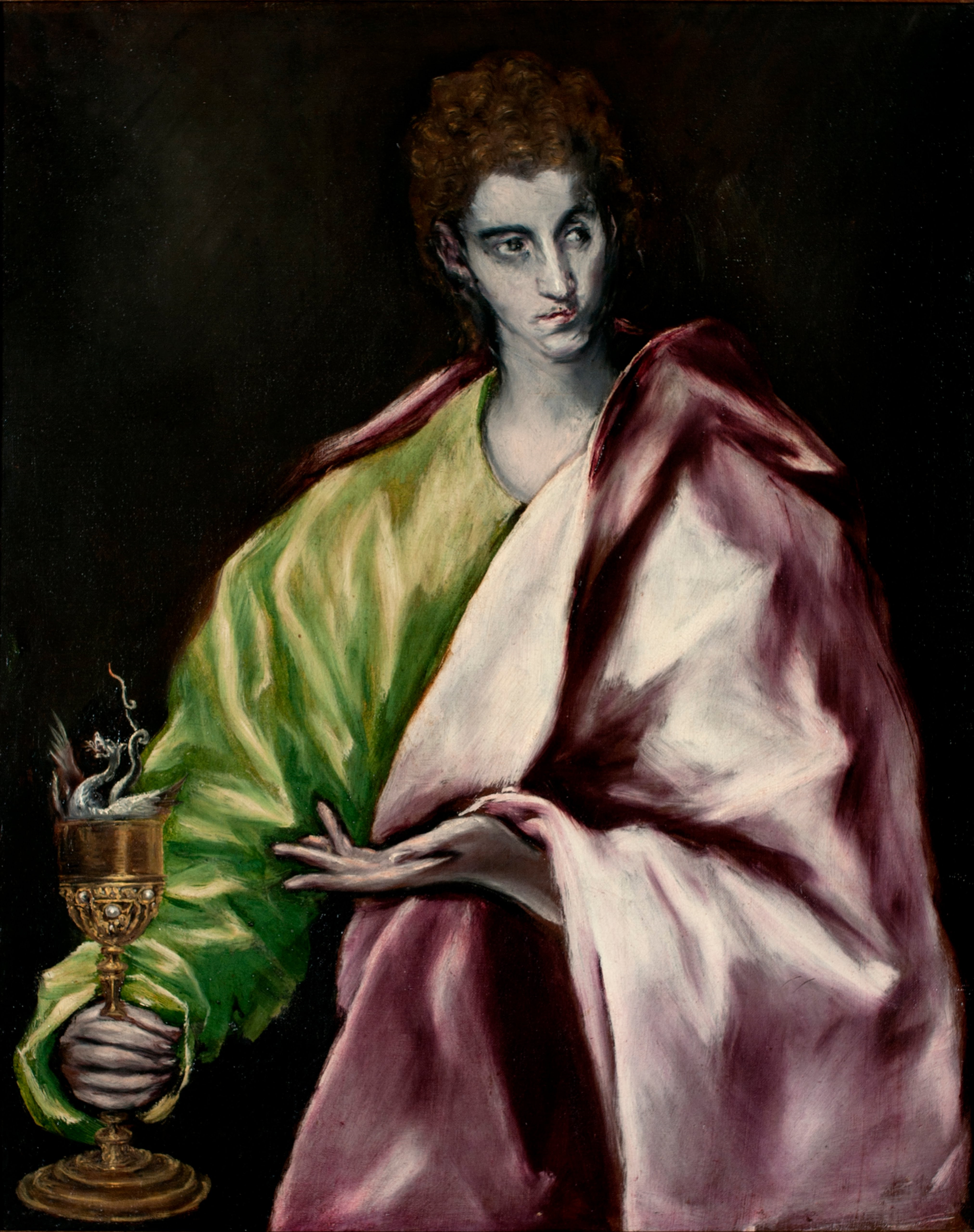
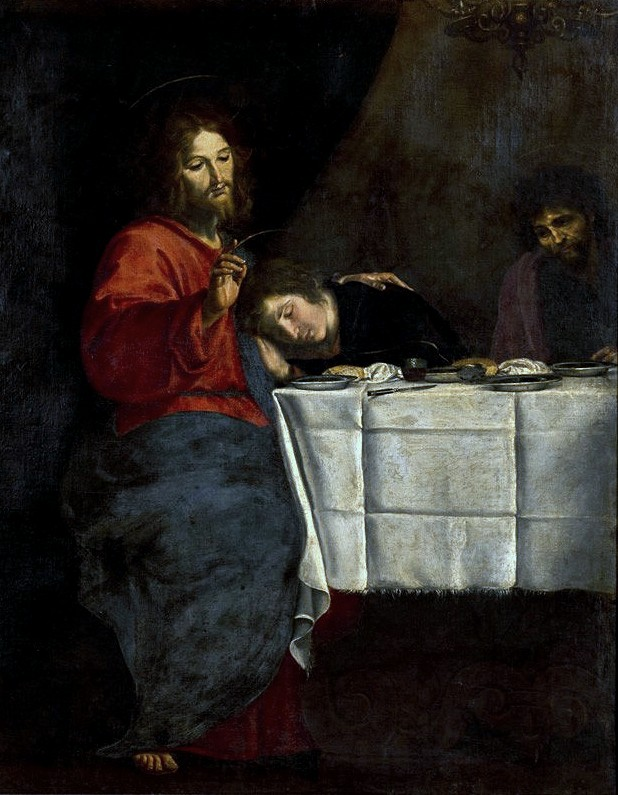
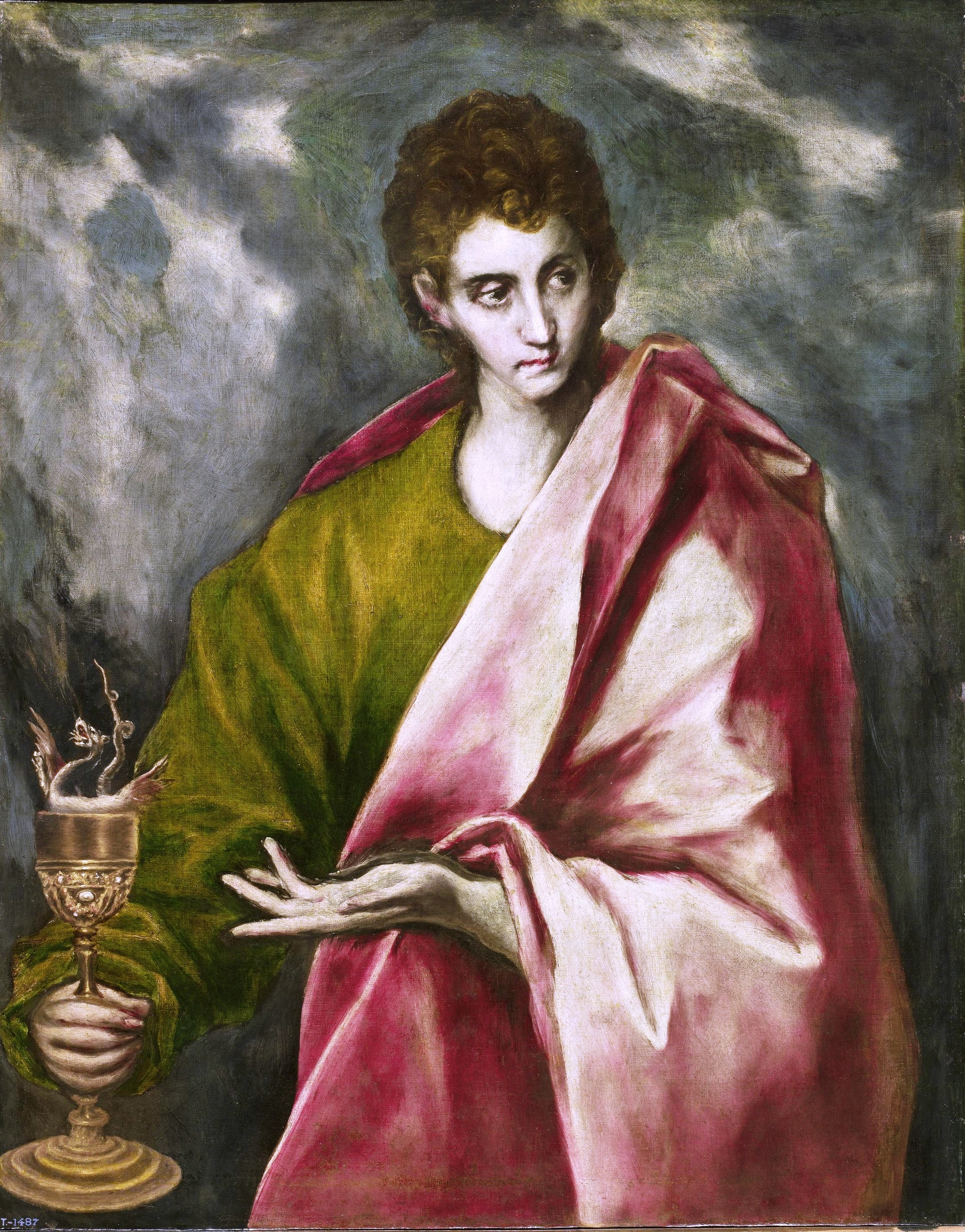